# 瑪努希·奇希拉
瑪努希·奇希拉（英語：Manushi Chhillar，1997年5月14日—），印度模特儿兼選美冠軍。2017年11月18日，在中国海南省三亚市举办的第67届世界小姐总决赛中，奇希拉代表印度摘得桂冠。她也是第六位夺得世界小姐总冠军的印度选手及時自佩麗冉卡·曹帕拉在2000年成為世界小姐後首次再有印度選手贏得冠軍。